# James Proudfoot (peintre)
Pour les articles homonymes, voir James Proudfoot et Proudfoot.
James Proudfoot (3 mars 1908 à Perth - 15 juillet 1971 à Londres), est un peintre britannique d'origine écossaise, connu pour ses portraits et ses paysages,. Il a travaillé à Londres de 1937 à 1971.

## Biographie
James Proudfoot est né le 3 mars 1908 à Perth, en Écosse,. Il fait ses études secondaires à la Perth Academy, puis étudie à la Heatherley School of Fine Art de Londres et à la Goldsmiths, Université de Londres.
Il s'installe à Londres en 1937 et épouse l'actrice Ellen Pollock en 1945. Il est portraitiste et compte parmi ses clients de nombreux acteurs de la scène et de l'écran à Londres. Dans le film La Dame en bleu (1946), Proudfoot peint les portraits pour les décors.
Proudfoot est mort le 15 juillet 1971 à Londres.
Les œuvres de Proudfoot font partie de la collection du théâtre de l'université de Bristol et du musée et de la galerie d'art de Perth.